# Angelo de Mojana di Cologna
Fra Angelo de Mojana di Cologna SMOM (13. srpna 1905, Milano – 18. ledna 1988, Řím) byl italský profesní rytíř Řádu maltézských rytířů a v letech 1962 až 1988 též jeho 77. velmistrem.

## Život
Byl dekorován katolickým nejvyšším řádem Kristovým, jeho dekorace byla prozatím (k roku 2024) poslední takovou.